# Tanngarden
Tanngarden (norwegisch für Zahnreihe) ist eine Reihe bis zu 2350 m hoher Berggipfel im ostantarktischen Königin-Maud-Land. Sie ragen unmittelbar nördlich der Vikinghøgda und des Widerøefjellet im Gebirge Sør Rondane auf.
Norwegische Kartografen, die auch die deskriptive Benennung vornahmen, kartierten sie 1957 anhand von Luftaufnahmen, die bei der US-amerikanischen Operation Highjump (1946–1947) erstellt worden waren.